# Biblioteka Królewska Belgii

Logo biblioteki

Biblioteka Królewska Belgii (nl. Koninklijke Bibliotheek België, fr. Bibliothèque royale de Belgique), Albertina – belgijska biblioteka narodowa. Jest to jedna z najważniejszych instytucji kulturalnych w Belgii.

## Historia
Początki biblioteki to kolekcja 1600 woluminów króla Alberta I i przeznaczenie na jej potrzeby pałacu – Palais de Charles de Lorraine. Obecnie magazyny, czytelnie i pracownie biblioteczne umieszczone są w dobudowanym do niego nowym budynku, który został zbudowany w drugiej połowie XX wieku na wzgórzu Kunstberg (fr. Mont des Arts) w centrum Brukseli, w pobliżu głównego dworca kolejowego.
Biblioteka posiada kilka kolekcji o znaczeniu historycznym, takich jak zbiory Fétisa i jest depozytariuszem wszystkich książek, jakie kiedykolwiek były opublikowane w Belgii lub za granicą przez belgijskich autorów.
W bibliotece znajduje się również Centrum Studiów Amerykańskich, nowy instytut szkolnictwa wyższego ustanowiony przez Uniwersytet w Antwerpii, Wolny Uniwersytet w Brukseli, Uniwersytet w Gandawie i Katolicki Uniwersytet w Lowanium.

## Egzemplarz obowiązkowy
Od 1965 roku gromadzenie zbiorów w Bibliotece Królewskiej Belgii odbywa się na podstawie ustawy o egzemplarzu obowiązkowym – jest to jedyna biblioteka w Belgii mająca uprawnienia do otrzymywania egzemplarza obowiązkowego od wydawców. Podlegają mu wszystkie publikacje powyżej 4 zadrukowanych kart, ale nie dotyczy dzieł kosztownych (np. albumów, reprintów), które wydawca ma obowiązek tylko udostępnić bibliotece do wglądu i rejestracji bibliograficznej. Egzemplarz obowiązkowy nie obejmuje publikacji audiowizualnych. Każdy autor belgijski (tj. mieszkający w Belgii na stałe) jest zobowiązany do przekazania bibliotece egzemplarza swoich prac wydanych za granicą, także tłumaczeń i wznowień. Biblioteka kupuje prawie wyłącznie publikacje z zakresu nauk humanistycznych. Publikacje z nauk ścisłych są często bardzo drogie, a szybko się dezaktualizują. Wobec tego Biblioteka Królewska podpisała umowy z kilkoma bibliotekami uniwersyteckimi, z których każda specjalizuje się w wybranej dziedzinie nauk ścisłych i zobowiązała się do kompletowania produkcji wydawniczej z tej dziedziny, np. Wolny Uniwersytet Brukselski – z fizyki. Biblioteka podlega finansowo i organizacyjnie rządowi federalnemu.

## Zbiory
Biblioteka gromadzi w swych zbiorach:
- 5 000 000 książek
- 21 500 czasopism
- 150 000 luźnych kart
- 32 000 rękopisów
- 300 000 starodruków
- 700 000 odbitek
- 9200 mikrofilmów
- 50 000 płyt winylowych

Biblioteka prowadzi sześć działów zbiorów specjalnych:
- cymeliów i starodruków,
- map i planów,
- muzykaliów,
- rycin,
- miedziorytów,
- rękopisów,
- monet i medali.

## Dyrektorzy
- 1837-1850 : Frédéric de Reiffenberg
- 1850-1887 : Louis-Joseph Alvin
- 1887-1904 : Edouard Fétis
- 1904-1909 : Henri Hymans
- 1909-1912 : Joseph Van Den Gheyn, SJ
- 1913-1914 : Dom Ursmer Berlière, OSB
- 1919-1929 : Louis Paris
- 1929-1943 : Victor Tourneur
- 1944-1953 : Frédéric Lyna
- 1953-1955 : Marcel Hoc
- 1956-1973 : Herman Liebaers
- 1973-1990 : Martin Wittek
- 1990-1991 : Denise De Weerdt
- 1992      : Josiane Roelants-Abraham
- 1992-2002 : Pierre Cockshaw
- 2002-2005 : Raphaël De Smedt
- 2005-2017 : Patrick Lefèvre
- 2017-     : Sara Lammens